# Richard von Daun
Richard von Daun († 8. November oder 29. November 1257) war von 1247 bis 1257 Bischof von Worms.

## Leben
Richard entstammte einer in der Eifel ansässigen Reichsministerialenfamilie, sein Verwandter Ingeram war Propst der Kollegiatstifte Münstermaifeld, Karden sowie St. Simeon in Trier und Domkustos in Trier. Dietrich von Daun war Domherr in Trier und Kanoniker in Münstermaifeld sowie an St. Kunibert in Köln.
Richard war seit 1234 Propst von St. Simeon in Trier und 1242 bis 1252 Domherr in Trier und hatte ein Kanonikat in Münstermaifeld. Nach dem Tod des Wormser Bischofs Konrad von Dürkheim wählte das Wormser Domkapitel trotz päpstlichen Verbots den Dompropst Raugraf Eberhard zum Bischof. Der päpstliche Legat Pietro Capocci hob diese Entscheidung auf und ernannte Richard von Daun zum Bischof von Worms. Papst Innozenz IV. beorderte die beiden Parteien nach Rom. 1252 entschied der zum Auditor ernannte Petrus de Collemedio, Kardinalbischof von Albano, dass Richards Ernennung rechtmäßig war.
Die staufisch gesinnte Stadt verweigerte Richard den Einzug, der daraufhin zunächst in dem vor der Stadt gelegenen Kloster Kirschgarten unterkam, ein Interdikt verhängte und militärischen Druck auf die Stadt ausübte. 1253 wurde durch Vermittlung der Dominikaner der Interdikt aufgehoben und Richard konnte in Worms einziehen. Durch Exkommunikation der staufischen Anhänger in der Bürgerschaft erreicht Richard die Anerkennung Wilhelms von Holland als König, der der Stadt 1254 ihre Privilegien bestätigte. Im Streit um die Verfassung der Stadt wurde der 1233 eingeführte fünfzehnköpfige Rat bestätigt, was zu einer Spaltung der Bürgerschaft führte. Nach dem Tod Wilhelms unterstützte Richard den Thronkandidaten Alfons von Kastilien, bei dessen Wahl zum König er 1257 in Frankfurt anwesend war. Die Rückgewinnung des von den Staufern dem Hochstift entfremdeten Wimpfens war nur teilweise erfolgreich. Wimpfen wurde Freie Reichsstadt, lediglich das Stift St. Peter verblieb in Wormser Besitz.
Nach seinem Tod im November 1257 wurde Richard im Wormser Dom beigesetzt. Als Bischof folgte ihm Raugraf Eberhard.